# Johannes Tobler (Kalendermacher)
Johannes Tobler (* 3. September 1696 in Rehetobel; † 15. März 1765 in Beech Island; heimatberechtigt in Rehetobel) war ein Politiker, Kalendermacher und Publizist aus dem Kanton Appenzell Ausserrhoden.

## Leben
Johann Tobler war der Sohn des Ulrich Tobler und der Elsbeth Schläpfer. Er ehelichte 1718 Anna Zellweger, Tochter des Bartholome Zellweger. Er besuchte die Dorfschule Rehetobel. Danach widmete er sich dem Selbststudium in Mathematik und Astronomie. Da Tobler die astronomischen Berechnungen in den Kalendern häufig fehlerhaft fand, entschloss er sich 1721, selbst einen solchen herauszugeben. 1722 erschien die erste Nummer des fortan jährlich erscheinenden Schreib-Calenders, des späteren Appenzeller Kalenders. Daneben wirkte Tobler von 1723 bis 1728 als Ratsherr und von 1728 bis 1730 als Gemeindehauptmann von Rehetobel. Von 1730 bis 1731 amtierte er als Ausserrhoder Landesfähnrich und von 1731 bis 1733 als Landeshauptmann. Als führender Kopf der Partei der Linden wurde er in den Auseinandersetzungen des Landhandels 1733 von der Gegenpartei zum Rücktritt aus der Landesregierung gezwungen. Die Rehetobler wählten ihn darauf mit grosser Mehrheit erneut zum Gemeindehauptmann. Tobler musste aber auf Druck der neuen Landesregierung der Harten 1734 auch auf dieses Amt verzichten. Als Herausgeber des Appenzeller Kalenders setzten ihm die politischen Gegner mit hoher Besteuerung, Zensur und Hausdurchsuchungen solchermassen zu, dass er sich 1736 wie sein Vater ein Jahr zuvor zur Auswanderung nach Amerika entschloss. In Carolina gründete Tobler 1737 die Gemeinde New Windsor mit und vermochte sich nach anfänglichen Schwierigkeiten erfolgreich als Plantagenbesitzer und Unternehmer durchzusetzen. An der Herausgabe des Appenzeller Kalenders blieb er bis 1754 beteiligt. Er amtierte ab ungefähr 1750 als königlich grossbritannischer Friedensrichter. Ab 1752 gab er den sehr populären The South-Carolina Almanack heraus. Es war die erste Publikation dieser Art in den Südstaaten. Ab 1756 publizierte er auch den Pennsylvania-Almanack.